# Robert Bloch

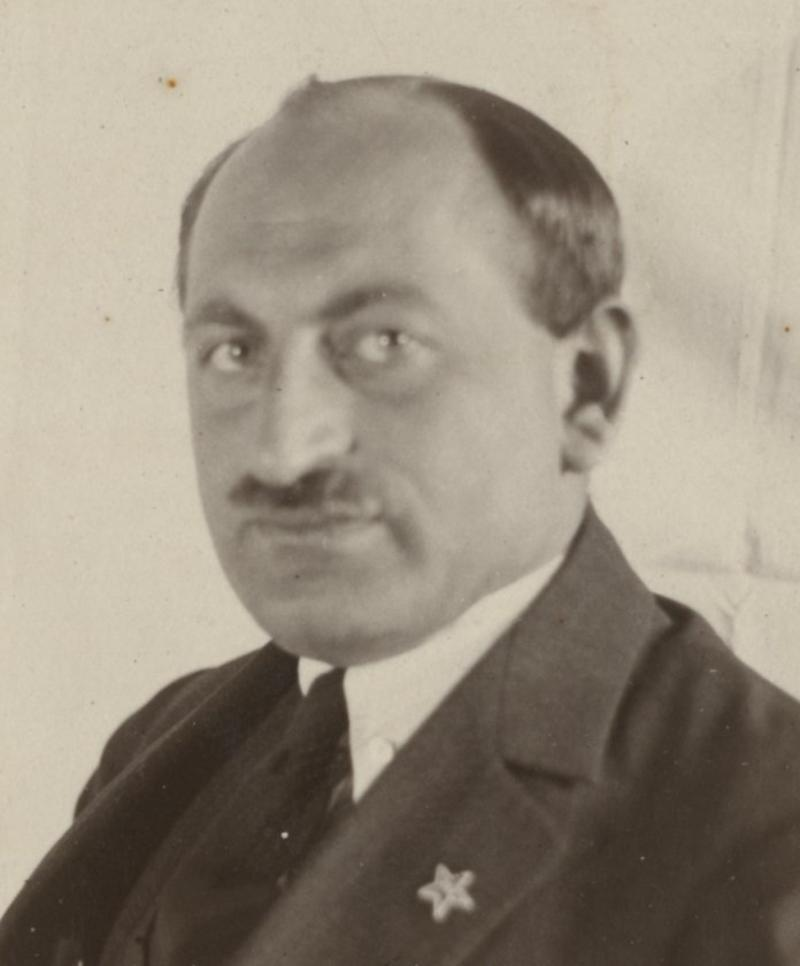
Robert Albert Bloch

Robert Albert Bloch (n. 5 aprilie 1917, Chicago, Illinois, SUA – d. 23 septembrie 1994, Los Angeles, California, SUA) a fost un scriitor prolific american, care a scris mai ales literatură de groază și științifico-fantastică. El este cel mai bine cunoscut pentru că a scris romanul Psycho pe care s-a bazat filmul lui Alfred Hitchcock cu același nume. A fost cunoscut și ca un orator excelent cu un simț ciudat al umorului. De mai multe ori el a spunea că are inima unui băiețel și că o păstrez într-un borcan pe biroul meu.
Bloch a scris sute de povestiri scurte și peste douăzeci de romane, de obicei polițiste, științifico-fantastice și de groază (Psycho). El a fost unul dintre cei mai tineri membri ai Cercului Lovecraft. H. P. Lovecraft a fost mentorul lui Bloch și unul dintre primii care l-au încurajat să scrie.

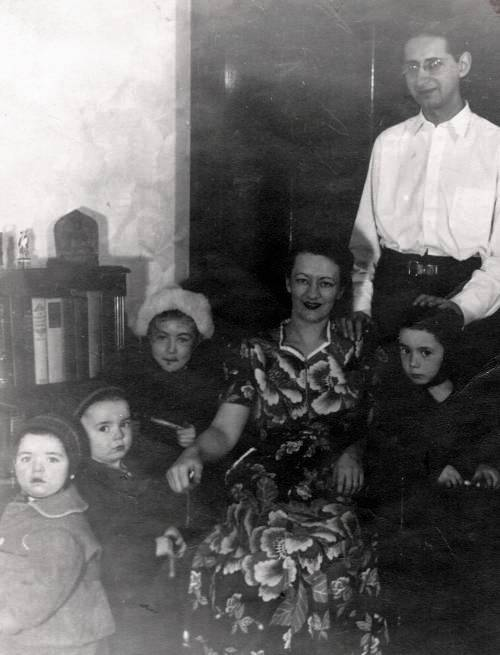
Robert & Marion Block

Bloch a contribuit la reviste pulp (cum ar fi revista Povestiri Ciudate) la începutul carierei sale și a fost, de asemenea, un scenarist prolific. A avut o contribuție majoră la întâlnirile fanilor de literatură științifico-fantastică.

## Opere (selecție)

### Romane
- In the Land of Sky-Blue Ointment (împreună cu Harold Gauer[9][10])
- The Scarf (1947, rev. 1966)
- Spiderweb (1954)
- The Kidnapper (1954)
- The Will to Kill (1954)
- Shooting Star (1958)
- This Crowded Earth (1958)
- Psycho (1959).
- The Dead Beat (1960). No ISBN. An 'Inner Sanctum' Mystery. Library of Congress Card No 60-6100.
- Firebug (1961)
- The Couch (1962)
- Terror (Belmont Books, 1962) No ISBN; Belmont L92-537
- Ladies Day / This Crowded Earth (1968) ISBN 0-507-50759-125
- The Star Stalker (Pyramid Books, 1968). Pyramid T-1869.
- The Todd Dossier (1969, Delacorte US; Macmillan UK - no ISBN.)
- Sneak Preview (Paperback Library, 1971) ISBN 0-446-64660-075
- It's All in Your Mind (Curtis Books, 1971).
- Night World (Simon & Schuster, 1972). Marea Britanie: Robert Hale, 1974. ISBN 0-7091-3805-9
- American Gothic (Simon & Schuster, 1974) ISBN 0-671-21691-0. Notă: Romanul este inspirat de viața criminalului în serie H.H. Holmes.
- Strange Eons (Whispers Press, 1978) (un roman din Mitologia Cthulhu). ISBN 0-918372-30-5
- There Is a Serpent in Eden (1979). Redenumit The Cunning (Zebra Books, 1979). ISBN 0-89083-825-9
- Psycho II (Whispers Press, 1982).
- Twilight Zone: The Movie. (Warner Books, 1983).Romanizare a filmului produs de Warner Bros. pe baza unui scenariu de John Landis, George Clayton Johnson, Richard Matheson, Josh Rogan și Jerome Bixby. ISBN 0-446-30840-4
- Night of the Ripper (Doubleday,1984).ISBN 0-385-19422-6. Un roman despre Jack Spintecătorul.
- Unholy Trinity (conține The Scarf, The Couch și The Dead Beat(Scream/Press Press, 1986). ISBN 0-910489-09-2
- Lori (Tor, 1989) ISBN 0-312-93176-X.
- Screams: Three Novels of Suspense (conține The Will to Kill, Firebug și The Star Stalker)(Underwood-Miller, 1989) ISBN 0-88733-079-7
- Psycho House (Tor, 1990) ISBN 0-312-93217-0.
- The Jekyll Legacy (Tor, 1991) ISBN 0-312-85037-9.
- Yours Truly, Jack the Ripper (1991) (Pulphouse) ISBN 1-56146-906-8
- The Thing (1993) (Pretentious Press)
- Psycho - The 35th Anniversary Edition (Gauntlet Press, 1994). ISBN 0-9629659-9-5. introducere de Richard Matheson

### Povestiri
- The Thing (1932)

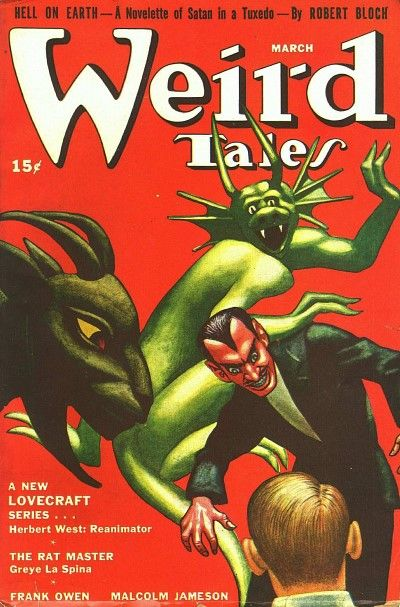
Povestirea Hell on Earth pe coperta revistei Weird Tales din martie 1942

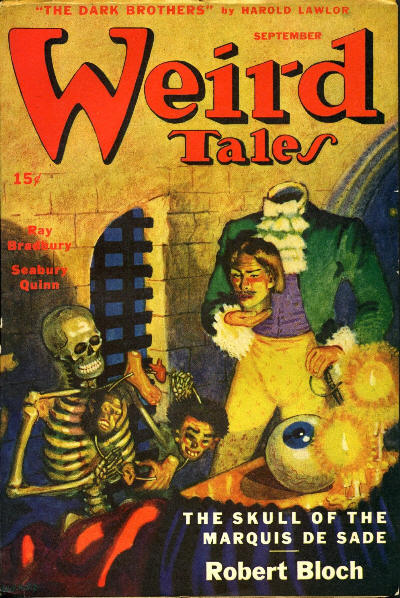
Povestirea The Skull of the Marquis de Sade pe coperta revistei Weird Tales din septembrie 1945

- A Portfolio Of Some Rare And Exquisite Poetry By The Bard Of Bards (1937 sau 1938)
- The Opener of the Way (1945)
- Sea Kissed (1945)
- Terror in the Night (1958)
- Pleasant Dreams (1960)
- Blood Runs Cold (1961)
- Nightmares (1961)
- More Nightmares (1961)
- Yours Truly, Jack the Ripper (1962)
- Atoms and Evil (1962)
- Horror 7 (1963)
- Bogey Men (1963)
- House of the Hatchet (1965)
- The Skull of the Marquis de Sade (1965)
- Tales in a Jugular Vein (1965)
- Chamber of Horrors (1966)
- The Living Demons (1967)
- „O jucărie pentru Julieta” (1967)
- Dragons and Nightmares (1968)
- Bloch and Bradbury (1969)
- Fear Today, Gone Tomorrow (1971)
- House of the Hatchet (1976)
- The King of Terrors (1977)
- The Best of Robert Bloch (1977)
- Cold Chills (1977)
- Out of the Mouths of Graves (1978)
- Such Stuff as Screams Are Made Of (1979)
- Mysteries of the Worm (1981)
- Unholy Trinity (1986)
- Midnight Pleasures (1987)
- Lost in Space and Time With Lefty Feep (1987)
- The Complete Stories of Robert Bloch: Volume 1: Final Reckonings (1987)
- The Complete Stories of Robert Bloch: Volume 2: Bitter Ends (1987)
- The Complete Stories of Robert Bloch: Volume 3: Last Rites (1987)
- Fear and Trembling (1989)
- Screams (1989)
- Mysteries of the Worm (rev. 1993)
- The Early Fears (1994)
- Robert Bloch: Appreciations of the Master (1995)
- Flowers from the Moon and Other Lunacies (1998)
- The Lost Bloch: Volume 1: The Devil With You! (1999)
- The Lost Bloch: Volume 2: Hell on Earth (2000)
- The Lost Bloch: Volume 3: Crimes and Punishments (2002)
- The Reader's Bloch: Volume 1: The Fear Planet and Other Unusual Destinations (2005)